# High School Musical (Soundtrack)
High School Musical ist das Soundtrack-Album zu dem gleichnamigen Film aus dem Jahr 2006 und wurde am 10. Januar 2006 unter Walt Disney Records veröffentlicht. Aufgenommen wurde der Soundtrack innerhalb von nur fünf Tagen und verkaufte sich weltweit mehr als acht Millionen Mal. Mit mehr als fünf Millionen verkauften Exemplaren in den Vereinigten Staaten ist High School Musical landesweit das erfolgreichste Soundtrack-Album seit 1991.

## Veröffentlichungen und Erfolg
Die Standard-Edition des Soundtracks beinhaltet dreizehn Titel und wurde am 10. Januar 2006 veröffentlicht. Am 23. Mai 2006 erschien eine 2-CD-Version. Die zweite Compact Disc enthält Karaoke-Versionen von acht Liedern. Der US-amerikanische Einzelhandelskonzern Walmart bot später eine limitierte Sammler-Edition mit zusätzlichen Kompositionen der Filmmusik an. Am 11. Dezember 2007 wurden zudem Remixe verschiedener Titel des ersten und zweiten Soundtrack-Albums veröffentlicht.
In den Vereinigten Staaten sowie im Vereinigten Königreich erreichte die Veröffentlichung Platz eins der Musik-Charts. In Deutschland erreichte High School Musical Position 22, in der Schweiz Platz 63 und belegte Rang 13 in Österreich. Weitere Nummer-eins-Platzierungen erreichte die Veröffentlichung in Argentinien, in Australien, in Brasilien, in Chile, in Kolumbien, in Mexiko, in Neuseeland und in Venezuela.

## Titelliste (Standard-Edition)
1. Start of Something New (Zac Efron & Vanessa Hudgens)
2. Get’cha Head in the Game (Zac Efron)
3. What I’ve Been Looking For (Ashley Tisdale & Lucas Grabeel)
4. What I’ve Been Looking For (Reprise) (Zac Efron & Vanessa Hudgens)
5. Stick to the Status Quo (High School Musical-Cast)
6. When There Was Me and You (Vanessa Hudgens)
7. Bop to the Top (Ashley Tisdale & Lucas Grabeel)
8. Breaking Free (Zac Efron & Vanessa Hudgens)
9. We’re All in This Together (High School Musical-Cast)
10. I Can’t Take My Eyes Off of You (Zac Efron, Vanessa Hudgens, Ashley Tisdale, & Lucas Grabeel)
11. Get’cha Head in the Game (B5)
12. Start of Something New (Instrumental)
13. Breaking Free (Instrumental)

## Auszeichnungen für Musikverkäufe
| Land/Region                  | Auszeichnungen für Musikverkäufe (Land/Region, Auszeichnung, Verkäufe) | Verkäufe          |
| ---------------------------- | ---------------------------------------------------------------------- | ----------------- |
| Argentinien (CAPIF)          | 4× Platin                                                              | 160.000           |
| Australien (ARIA)            | 2× Platin                                                              | 140.000           |
| Brasilien (PMB)              | 2× Platin                                                              | 156.000           |
| Chile (IFPI)                 | 3× Platin                                                              | 45.000            |
| Dänemark (IFPI)              | 2× Platin                                                              | (40.000)          |
| Deutschland (BVMI)           | Platin (Soundtrack) · + Gold (Hörspiel)                                | (200.000) 100.000 |
| Ecuador (SOPROFON)           | Gold                                                                   | 7.500             |
| Europa (IFPI)                | 2× Platin                                                              | 2.000.000         |
| Frankreich (SNEP)            | Gold                                                                   | (75.000)          |
| Irland (IRMA)                | 4× Platin                                                              | (60.000)          |
| Italien (FIMI)               | Gold                                                                   | (115.000)         |
| Kanada (MC)                  | Platin                                                                 | 100.000           |
| Kolumbien (ASINCOL)          | 2× Platin                                                              | 40.000            |
| Malaysia (RIM)               | Platin                                                                 | 20.000            |
| Mexiko (AMPROFON)            | 3× Platin                                                              | 300.000           |
| Neuseeland (RMNZ)            | 3× Platin                                                              | 45.000            |
| Norwegen (IFPI)              | —                                                                      | (25.000)          |
| Österreich (IFPI)            | Platin                                                                 | (30.000)          |
| Philippinen (PARI)           | 3× Platin                                                              | 120.000           |
| Polen (ZPAV)                 | Gold                                                                   | (10.000)          |
| Portugal (AFP)               | Platin                                                                 | (20.000)          |
| Singapur (RIAS)              | Platin                                                                 | 15.000            |
| Spanien (Promusicae)         | 2× Platin                                                              | (160.000)         |
| Ungarn (MAHASZ)              | Gold                                                                   | (10.000)          |
| Venezuela (APFV)             | 2× Platin                                                              | 40.000            |
| Vereinigte Staaten (RIAA)    | 5× Platin                                                              | 5.000.000         |
| Vereinigtes Königreich (BPI) | 4× Platin                                                              | (1.200.000)       |
| Insgesamt                    | 6× Gold · 49× Platin ·                                                 | 8.188.500         |

Hauptartikel: Ashley Tisdale/Auszeichnungen für Musikverkäufe